# Castanopsis densinervia
Castanopsis densinervia är en bokväxtart som beskrevs av Engkik Soepadmo. Castanopsis densinervia ingår i släktet Castanopsis och familjen bokväxter. Inga underarter finns listade.